# Team Coast
O Team Coast, também conhecido em seus últimos meses como Team Bianchi, foi uma equipa de ciclismo alemã, activo nas temporadas 2000-2003.
Entre os ciclistas que correram na equipa destacam Alex Zülle, Jan Ullrich, Ángel Casero e Fernando Escartín.

## História da equipa

### Team Coast

#### Inícios modestos

##### 2000
A equipa Team Coast estreiou na temporada de 2000 como uma formação modesta, enquadrada na Segunda Divisão da UCI, após que Coast tivesse sido co-patrocinador do efémero Team Leonardo-Coast de Terceira Divisão em 1999.
Entre os integrantes de seu modelo estavam Simone Mori, Bekim Christensen e Jan Bratkowski, ainda que a maior parte dos ciclistas (nove de um total de quinze, alguns dos quais se somaram ao longo do ano) eram alemães.
A formação concluiu sua primeira temporada num discreto 40.º posto na classificação dessa Segunda Divisão, após não conseguir nenhuma vitória e obter unicamente três segundos postos em etapas de voltas menores como principal botim. O melhor momento da temporada foi no Sachsen Tour, no que o russo Anton Chantyr foi terceiro na geral.

#### Contratos estrela e ascensão a Primeira

##### Ascensão invernal com Zülle e Escartín
No final de 2000 a equipa levou a cabo uma agressiva política de contratos face à seguinte temporada, para passar a ser uma equipa de primeiro nível mundial, satisfazendo os desejos de seu patrocinador de dar-se a conhecer internacionalmente e estender seu negócio. Assim, se procurou a contratação de numerosos ciclistas, combinando corredores consagrados de primeiro nível com outros menos exitosos mas provenientes também de equipas de Primeira, para somar com esses reforços os suficientes pontos como para que a UCI concedesse à equipa uma praça na Primeira Divisão do ciclismo, junto às melhores esquadras do momento.
Segundo o regulamento da UCI, os 16 primeiras equipas da Primeira Divisão em 2000 (um total de 22) tinham assegurada sua praça de primeira para 2001. Entre os competidores do Coast para conseguir as restantes praças de Primeira para 2001 estavam tanto Mercatone Uno, Memory Card-Jack & Jones, Française des Jeux, Polti, e Ag2r Prévoyance (as cinco equipas de Primeira em 2000 com a permanência não garantida para 2001, já que o sexto, Vitalicio Seguros, desaparecia), bem como as melhores equipas de Segunda em 2000: Euskaltel-Euskadi, Crédit Agricole, Linda McCartney e Mercury (todos eles por adiante do Coast em pontos conseguidos por méritos próprios, antes de contratos).
Metido de cheio numa variedade de conversas e negociações, a semi-desconhecida equipa alemã foi objeto de numerosos rumores, incluído uma possível fusão com o Phonak suíço que foi desmentido pelo próprio Coast.

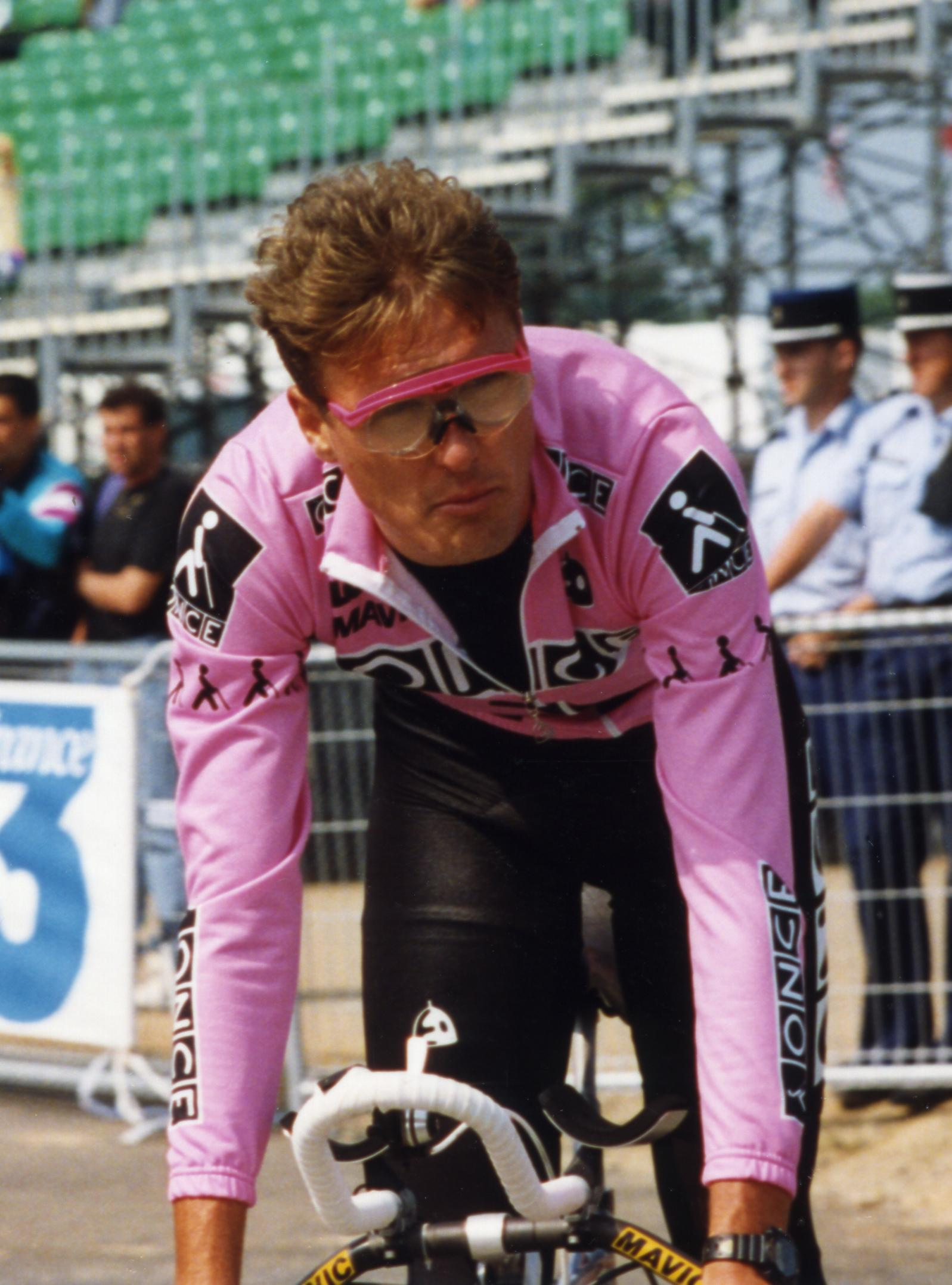
Alex Zülle no Tour de France de 1993, durante sua estadia na ONZE dirigida por Manolo Saiz.

As duas principais contratações para essa temporada de 2001 foram Alex Zülle e Fernando Escartín. O suíço Zülle, especialista na contrarrelógio e uma das estrelas do pelotão, tinha corrido em ONZE, Festina e Banesto, tendo ganhado duas vezes a Volta a Espanha (1996 e 1997), alçando-se com um mundial contrarrelógio 1996 e tendo subido duas vezes ao Tour de France como segundo da geral (1995 e 1999). O espanhol Escartín, pela sua vez, era um experimentado escalador que tinha subido uma vez ao pódio do Tour de France como terceiro da geral (1999) e duas vezes ao da Volta a Espanha como segundo (1997 e 1998), conseguindo ditos sucessos nas fileiras do Kelme. Apesar de ter renovado com o Kelme, dito contrato incluía uma cláusula segundo a qual Escartín podia se ir grátis se recebia uma oferta de uma equipa não espanhola, como era o caso do alemão Coast, que lhe oferecia dois anos de contrato e uma melhor remuneração.
Entre o resto de contratos estavam os suíços Mauro Gianetti, Niki Aebersold e Roland Meier, o experimentado Aitor Garmendia, o vigente campeão da Suécia Stefan Adamsson (a quem seguia desde junho), o prometedor clasicómano Frank Høj e Lars Michaelsen, pelos que também se tinha interessado o Memory Card-Jack & Jones.
A equipa alinhou também um novo director desportivo, Jørgen Marcussen, até então seleccionador dinamarquês.
Ainda que tinha-se anunciado o contrato do duplo medalhista olímpico Robert Bartko, este finalmente alinhou pelo Telekom.

##### 2001
Em 2001 chegou a primeira vitória numa corrida importante, da mão de Alex Zülle ganhou uma etapa da Paris-Nice. Pouco depois Zülle partiu como um dos favoritos para a Volta ao País Basco, na que finalmente terminou nono.
O estreia da equipa nas clássicas das Ardenas esteve marcado por Roland Meier, quem deu positivo por EPO num controle antidopagem realizado em abril pela Flecha Valona; o caso de dopagem foi confirmado pelo contraanálisis, e a Federação Suíça sancionou com oito meses de suspensão a Meier. A nível competitivo, tanto as clássicas ardenas como o Volta à Romandia concluíram sem resultados destacados. Escartín foi terceiro na Volta à Catalunha. Na Volta à Alemanha Zülle sofreu um mau golpe nas costas, e a lesão agravou-se ao não abandonar a corrida.
A equipa não participou no Tour de France depois de não conseguir seu passe automático pela sua posição na classificação UCI, e não ser incluído entre os convidados pela organização. O facto de que os organizadores incluíssem em sua lista a oito equipas francesas, incluídos alguns de menor nível outros não franceses que não tinham sido convidados (caso do Saeco de Mario Cipollini, o Mercatone Uno de Marco Pantani, o Mercury e o próprio Coast de Zülle e Escartín), fez que essa selecção fora uma das mais controvertidas e criticadas da história.
A equipa estreiou numa grande volta na Volta a Espanha, onde Escartín finalizou décimo e foi segundo numa etapa pirenaica, ainda que já sem opções na geral.
Ao termo da temporada, a UCI confirmou que o Coast continuaria sendo equipa de Primeira em 2002.

##### Casero e a segunda onda de contratos
Parte-a final da temporada de 2001 foi similar à anterior, com uma intensa atividade nos despachos para especificar o contrato a mais ciclistas consolidados face à temporada de 2002. Nesta segunda onda incorporaram-se entre outros à esquadra até sete ciclistas provenientes do desaparecido Festina, além de todos os mecânicos e dois directores (incluído o principal) da extinta formação francesa.
O contrato de Ángel Casero supunha a chegada à formação do ganhador da última Volta a Espanha (não sem certa polémica posterior a propósito das bielas dos doutores Fontes e Cecchini), duas vezes campeão da Espanha e com um historial de bons postos em grandes voltas. e uma ligeira variação em sua fisionomía, emagrecendo pára sem perder em excesso na contrarrelógio (seu forte) melhorar em montanha, sua até então ponto débil face às classificações gerais. Dantes de que começasse a Volta, sem equipa assegurada para a seguinte temporada pelo desaparecimento do Festina, Casero assegurou que esperaria até após a rodada espanhola antes de comprometer com nenhuma equipa porque estava seguro de ganhar a Volta e aumentar seu cache, com a pretensão de assinar um contrato de um milhão de euros por temporada e preferivelmente numa equipa espanhola. Apesar do interesse do presidente da Generalidade Valenciana Eduardo Zaplana por fichar "ao melhor ciclista valenciano" para a equipa Kelme que patrocinava seu governo e dirigido por Vicente Belda, onde também corriam Óscar Sevilla e Santiago Botero, e pese aos guinos do próprio Casero, as negociações não frutificaɽam pelas limitações económicas do Kelme. Nessas circunstâncias, Casero parecia ter duas ofertas italianas, Saeco e Lampre, ainda que posteriormente surgiram as dúvidas. Finalmente alinhou pelo Coast, ainda que ao meio (50 milhões de pesetas) do que cobrava no Festina (100 milhões) e longe do milhão de euros (166 milhões de pesetas) que tinha pretendido ao início das negociações. O seu irmão Rafa não entrou na operação e entrou no modesto Jazztel-Costa de Almería.
O escalador Manuel Beltrán chegava como um bom gregário face à montanha, depois de ter trabalhado para Abraham Olano em Mapei e Banesto. Entre o resto de incorporações destacava o experimentado italiano Fabrizio Guidi, bem como os espanhóis do extinto Festina Luis Pérez, David Plaza e Paco Lara.
Face à seguinte temporada produziram-se também novidades no apartado técnico, após que a primeira temporada na elite estivesse marcada pelas dificuldades dos seus dois únicos directores (Wolfram Lindner e Jørgen Marcussen) para se fazer cargo de todas as responsabilidades executivas. Para melhorar esta circunstância produziu-se a contratação dos directores Juan Fernández (Festina) e Alain Gallopin (Mercury), bem como a incorporação do recém retirado sprinter Marcel Wüst como director e responsável por relações públicas. No apartado de baixas produziu-se a marcha de Marcussen ao CSC-Tiscali de Bjarne Riis.
Também chegou como novo patrocinador Bianchi, e se contratou a todos os auxiliares do desaparecido Festina.

##### 2002
Em 2002, Thorsten Wilhems ganhou em janeiro a geral do Tour de Catar, onde se impôs ademais em duas etapas e foi terceiro em outras duas. Pouco depois, já em fevereiro, o próprio Wilhems e Alex Zülle ganharam as duas primeiras etapas da Volta ao Algarve. A equipa mostrou sua satisfação pelo bom início de temporada, e pouco depois Renault converteu-se num novo patrocinador da equipa; até então os carros da equipa, da marca Mercedes, tinham sido adquiridos com cargo ao orçamento da equipa. Lars Michaelsen foi quinto na Paris-Roubaix.

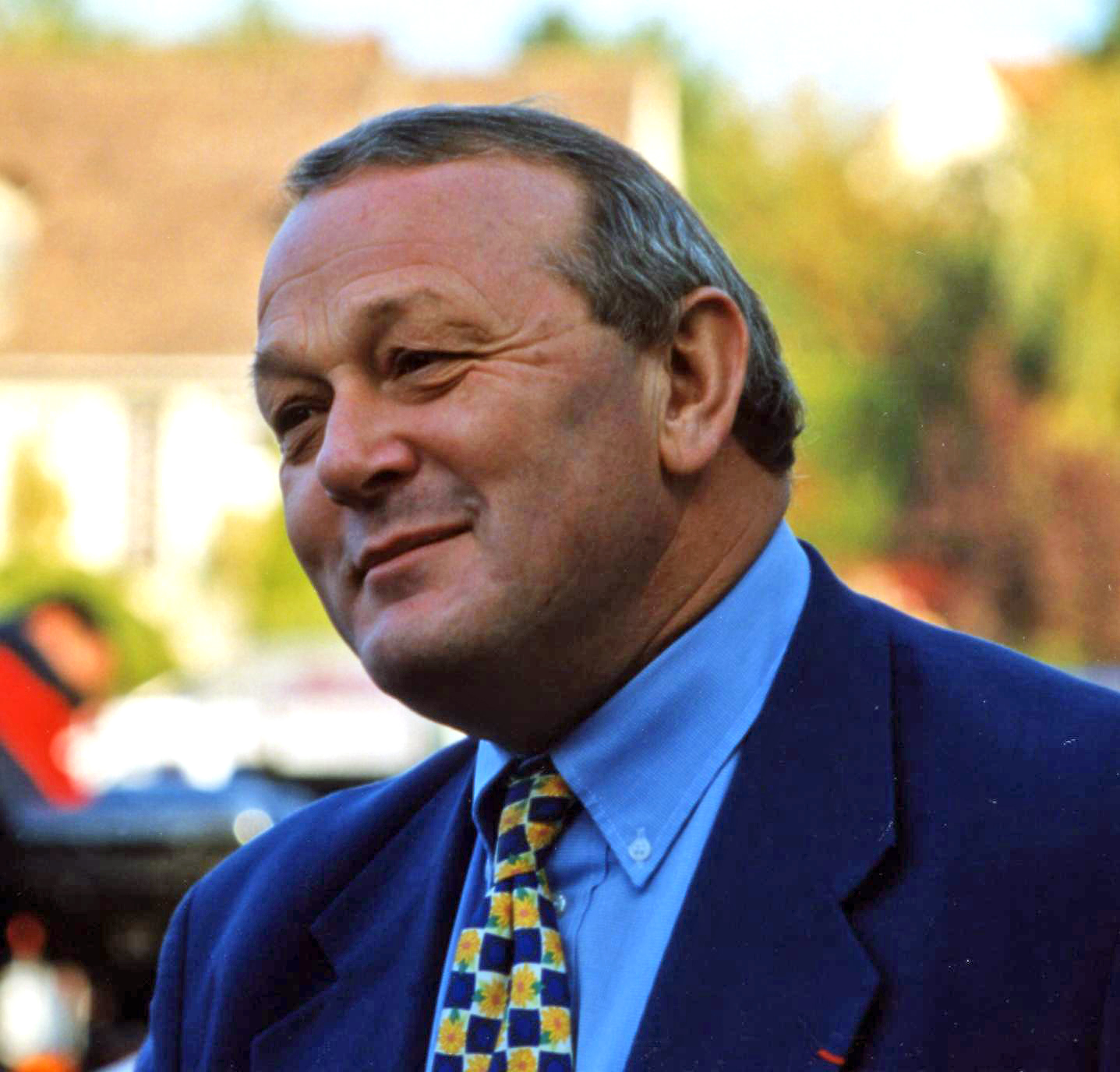
Jean-Marie Leblanc, director do Tour de France.

a 2 de maio revelou-se que o Coast voltaria a ficar fora do Tour de France que correr-se-ia em julho, depois de não receber uma dos cinco convites que junto aos dezasseis já classificados automaticamente pela sua classificação UCI, formariam o pelotão de 21 equipas da ronda gala, apesar de que a própria organização tinha especulado com a possibilidade de que fossem seis (e não cinco) as equipas convidadas para satisfazer tanto a cota de equipas francesas desejado pelos organizadores como a presença das melhores equipas estrangeiras que não tivessem conseguido sua classificação automática. O não convite do Coast apesar de contar com grandes corredores (como Zülle, Casero e Escartín) recebeu algumas críticas, como a formação germana se encontrava nesse momento décima na classificação da Primeira Divisão da UCI, por adiante das equipas repescados mediante convite. O director do Tour, Jean-Marie Leblanc, limpou a questão com a seguinte sentença: "seleccionar é escolher e escolher é desagradar".
Zülle ganhou nessa mesma semana duas etapas do Volta à Romandia de maneira consecutiva: uma em estrada, na considerada etapa rainha, e outra na contrarrelógio final, concluindo segundo no geral final, a 47" do ganhador Dario Frigo depois de ter perdido 1'13" na primeira etapa por uma queda. A equipa correu pouco depois o Giro d'Italia, no que supôs a estreia do Coast na rodada italiana. Escartín foi oitavo na geral (a 7'07" do ganhador Paolo Savoldelli), e entrou entre os dez primeiros em quatro etapas de montanha.
Zülle completou uma grande primeira metade de ano ganhando em junho a Volta à Suíça, considerada como a volta por etapas mais importante do calendário ciclista depois das três grandes voltas de três semanas de duração. Zülle, que se impôs a vários ciclistas que iriam pouco depois a disputar o Tour de France, conseguiu dessa forma subir ao pódio nas duas rodadas de seu país: segundo na de maio e primeiro na de junho. Pouco antes, e dentro desse mesmo mês, Aitor Garmendia tinha ganhado a etapa rainha da Volta à Alemanha, que lhe serviu para ser líder por um dia.
Na Volta a Espanha, a equipa apresentava-se com o vigente ganhador Ángel Casero como chefe de filas. Casero terminou sexto na geral, depois de ser segundo na contrarrelógio da última etapa, com meta no Estádio Santiago Bernabéu. Ainda que não se conseguiram vitórias de etapa, os três corredores mais destacados da equipa (Casero, Pérez e Plaza) se deixaram ver em várias etapas com três segundos e dois terceiros postos ao todo.
Nessa segunda metade de ano o corredor mais destacado da equipa foi o jovem Steffen Radochla, conseguindo quatro vitórias em corridas menos conhecidas de Holanda, Alemanha e Bélgica, enquanto Fabrizio Guidi ganhou a primeira etapa do Brixia Tour disputado em seu país.
Escartín, que acabava contrato a final de temporada, não encontrou uma equipa que lhe oferecesse o que o Coast, pelo que no final de outubro o pelaire anunciou sua retirada, se somando assim a seus compatriotas Abraham Olano (ONZE) e Melchor Mauri (Maia).

##### Negociações e contratação
O Coast foi um dos várias equipas interessadas em contratar à estrela alemã Jan Ullrich, agente livre após que seu até então equipa, o Telekom, lhe tivesse rescindido o contrato por seus escândalos. Entre as outras equipas que também negociaram com Ullrich esteve o CSC dirigido por Bjarne Riis, quem se confessou frustrado ao anunciar a 7 de janeiro de 2003 o falhanço definitivo das conversas para incorporar a Ullrich a sua esquadra, que tinham durado quase seis meses. Segundo o mentor de Ullrich Rudy Pevenage, o motivo de seu não contrato pelo CSC ter-se-ia como a equipa dinamarquesa se opunha a que Pevenage e outras pessoas afines ao alemão pudessem seguir com ele.
Outra equipa interessada em sua contratação, para a que Ullrich estaria a pedir três milhões de euros por temporada (apesar de que seu valor objectivo depois de um ano sem competir se estimava a metade), era o Phonak dirigido por Álvaro Pino. O ex ciclista do Coast Lars Michaelsen, enfrentado com a equipa por um suposto impago de seu salário de 2002, qualificou de "incrível" o facto de que uma equipa denunciada por esse motivo pudesse estar a negociar a incorporação de um ciclista com as pretensões económicas de Ullrich.
Finalmente 13 de janeiro o próprio Ullrich revelou sua decisão de fichar pelo Coast, que lhe oferecia um contrato milionário valorizado em 7 milhões de euros por três anos, enfatizando assim mesmo a importância que tinha tido nessa eleição o facto de que a formação germana tivesse sido seleccionada como uma das dez integrantes do Top 10 da Primeira Divisão para a temporada de 2003, que dava acesso automático às principais corridas do ano O contrato, por três temporadas (com 2003 como posta a ponto para uns exitosos 2004 e 2005) foi assinado definitivamente a 15 de janeiro.
O grande rival de Ullrich para o Tour de France, o quatro vezes maillot amarelo Lance Armstrong (US Postal), criticou a Ullrich (bem como a seu assessor Rudy Pevenage) por fichar com o Coast, acusando-lhe de ter preferido o dinheiro ao que ele considerava a melhor opção para o alemão, o CSC de Riis.

##### Evolução da perna e treinamentos com Cecchini
Depois de meses de dores e precauções com sua perna (operada duas vezes em 2002) e a proibição dos médicos de realizar treinamentos intensos, tinham-se chegado a gerar dúvidas sobre se realmente chegar-se-ia a rubricar o contrato com o Coast até um dia antes de assiná-lo. Com o contrato assinado, Ullrich viajou a Gandía (Valencia, Espanha) para reunir com seus colegas na apresentação e primeira concentração da equipa, ao mesmo tempo que revelou ao diário Bild que ainda se via falto de treinamento.
Aliviado pela ausência de dor em sua perna, no mês de fevereiro centrou-se em treinar durante três semanas na Toscana, sem pressionar à hora de fixar uma data concreta para debutar em competição. O próprio Ullrich mostrou-se contente dos seus progressos durante dita preparação. O motivo de ir à Toscana arraigava em que ali estava estabelecido o controvertido doutor Luigi Cecchini, com o que Ullrich tinha começado a trabalhar depois de lhe o propor Bjarne Riis quando esteve a ponto de fichar pela equipa do dinamarquês, o CSC. Riis tinha ganhado como ciclista o Tour de France de 1996 sendo cliente de Cecchini, confessando anos depois que sua preparação incluía a tomada de EPO.
não reg.

#### Dificuldades económicas

##### Denúncias de corredores pelos contratos
Em setembro de 2002 fez-se público que vários corredores, incluído o chefe de fileiras Alex Zülle, tinham solicitado à UCI que mediasse no conflito que lhes enfrentava com a equipa Coast, como consequência de umas disputas contratuais. Segundo declarou a Europa Press o porta-voz da formação, o ex ciclista Marcel Wüst, a disputa tinha sua origem em que três corredores chegados para a temporada de 2001 (Gianetti, Michaelsen e o próprio Zülle) tinham aceitado em seus respectivos contratos uma cláusula segundo a qual sua retribuição variaria em função de seu rendimento; em conreto, do número de pontos conseguidos na classificação UCI.
Em janeiro de 2003 a situação agravou-se ao conhecer-se que o já exmiembro da equipa Frank Høj, que em março de 2002 tinha assinado um novo contrato com um salário mensal fixo e sem variações segundo os pontos UCI, não tinha recebido seu salário desde maio. Wüst alegou que para receber seu salário Høj devia pagar impostos e IVA alemães, e que de facto Høj também não tinha solicitado que se lhe abonara seu salário pendente, ao que Hoj respondeu que em seu contrato não figurava que devesse o fazer. Wüst instou a Høj e ao resto de ciclistas (especialmente Gianetti e Michaelsen) que denunciavam publicamente que não lhes tinham sido abonados seus salários que levassem o caso aos tribunais. A polémica foi aproveitada por Manolo Saiz (ONZE-Eroski) para atacar a seu rival, acusando a.C.ast de praticar "dopagem burocrático".
Poucos dias depois os espanhóis Ángel Casero, Manolo Beltrán, Luis Pérez, Jaime Hernández, David Plaza e Paco Lara deram um ultimato à equipa: ou recebiam o dinheiro que se lhes devia de 2002 antes de finalizar no mês ou iriam à UCI para que se executassem os avalé bancários da formação e poder assim cobrar. Se for o caso, e segundo revelou o diário As, o problema parecia centrado em que o Coast argumentava que segundo seus contratos para poder cobrar deviam pagar um 16% de impostos ao fisco alemão por figurar como autónomos, algo contrário aos desejos destes corredores, já que isso lhes supunha pagar tanto impostos alemães como espanhóis (já que as quantidades eram altas ainda após a retenção germana). Para então Fernando Escartín (já retirado, e que reclamava quatro mensalidades) e Aitor Garmendia, ambos com um contrato com impostos de 16% já em 2001, tinham ido à UCI.
divI?

##### Pressão da UCI e a Justiça alemã
a 10 de janeiro de 2003 a UCI anunciou a lista definitiva de equipas de Primeira Divisão, entre os que incluiu a.C.ast, que ao ser ademais um dos dez primeiros equipas (o chamado Top 10) tinha assegurada sua presença no Tour de France desse ano. A confirmação do Coast por parte da UCI, apesar de estar inmerso num conflito com vários dos seus corredores denunciando impagos, foi defendida pela internacional argumentando que o aval bancário da equipa era maior que a suposta dívida reclamada pelos ciclistas, ainda que ao mesmo tempo advertia à formação germana da possibilidade de tomar medidas contra ela em caso de irregularidades administrativas ou de elevar a quantia do aval bancário exigido se aumentava o número de denúncias por impago.
Com o Conselho Ciclista Profissional vigiando as contas da equipa para assegurar do pagamento das mensalidades, La Gazzetta dello Sport publicou a 27 de fevereiro que alguns ciclistas teriam recebido seu mensalidade através de um cheque e não por transferência bancária, como requeria a UCI. Esse extremo foi confirmado pela própria UCI, que aclarou que conquanto num primeiro momento o Coast tinha pago via cheque, depois de ter sido informados da impossibilidade de fazer desse modo tinha passado ao fazer por transferência bancária.
A começos de março a agência de viagens dinamarquesa Net Travel Service advertiu da possibilidade de acusar à equipa de bancarrota se este não pagava em duas semanas a dívida contraída de 500.000 kroners (6.700 euros). O Coast já tinha perdido um julgamento similar em Alemanha pouco antes. De forma paralela, a Justiça alemã tinha dado a razão aos ex-membros do Coast Lars Michaelsen (ciclista) e Jorgen Marcussen (director desportivo) em suas reclamações por impago, dando um prazo de tempo à equipa para fazer efectivo o pagamento de ditas dívidas. Nesses mesmos dias sucederam-se ademais novas denúncias por impago de alguns mecânicos da equipa e hotéis nos que se tinham alojado os ciclistas.

##### Suspensão da equipa pela UCI
a 6 de março a equipa foi suspendida pela UCI após que a noite anterior lhe chegassem documentos bancários nos que se evidenciaba que o Coast não estava a cumprir com as directrizes impostas pelo Conselho Ciclista Profissional. Dita suspensão impedia à equipa tomar a saída em qualquer corrida a partir desse momento, permitindo-lhe unicamente concluir sua participação na Volta a Múrcia em curso.
O proprietário de Coast Günter Dahms, em declarações ao diário Marca, achachó a suspensão a "um malentendido" (mais especificamente, a que tinham enviado à UCI para sua data limite da 5 de março uma cópia do documento da transferência bancária em lugar do original, ao estar o banco fechado por carnavais), confiando assim mesmo numa pronta resolução do caso. Marcel Wüst, pela sua vez, alinohou em L'Equipe que o caso não tinha que ver com os casos de impago de temporadas anteriores e que neste novo ano tinham solucionado o conflito pelo IVA alemão sendo a própria equipa quem realizasse essa retenção de 16% para o fisco germano antes de pagar a seus empregados.

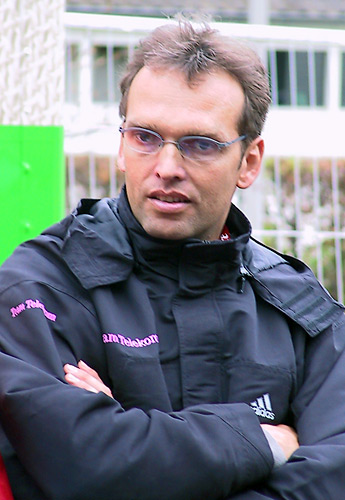
Olaf Ludwig, um dos directores do Telekom e membro do Conselho Ciclista Profissional, numa imagem da Amstel Gold Race 2002.

Apesar da versão dada pela equipa, a UCI manteve sua suspensão, pelo que não pôde tomar a saída da Paris-Nice, entre outras corridas. Wüst mostrou-se crítico ante essa situação, insinuando uma possível manobra na contramão do Coast de outra equipa alemão de Primeira, o Telekom, que ao invés que eles tinha ficado fora do exclusivo Top 10 e cujo director Olaf Ludwig era membro do Conselho Ciclista Profissional ocupado de supervisionar as contas do Coast. O presidente da UCI Hein Verbruggen mostrou sua preocupação pelo que considerava "um excesso de equipas", e anunciou reformas (como obrigar às equipas a demonstrar sua solvência em janeiro) para evitar nas futuro situações similares à do Coast.
DivIpeligro.
A UCI levantou a suspensão à equipa na quarta-feira 19 de março "com efeito imediato" ao considerar que cumpria com as condições exigidas em janeiro sobre o pagamento das fichas dos membros de seu modelo. Desta maneira o Coast podia voltar à competição a tempo para disputar três dias depois a Milão-Sanremo, a primeira grande clássica da temporada, considerada como um dos cinco monumentos do ciclismo e pontuável para a Copa do Mundo.
A formação germana expressou mediante um comunicado sua satisfação pela anulação de uma suspensão que tinha durado duas semanas, ainda que mostrando ao mesmo tempo seu enfado pelo que consideravam um trato injusto da UCI para com a equipa e sua intenção de reclamar danos e prejuízos. O padrão Günther Dahms, em declarações ao diário Süddeutsche Zeitung, já tinha adiantado antes de que a suspensão fora anulada sua intenção de demandar à UCI pelos danos causados à equipa.
A suspensão foi

##### Abandono de Zülle e descontentamento interno
No final de 2002 a equipa ofereceu a renovação a Alex Zülle, o ciclista mais destacado da equipa e chave para que a formação terminasse sexta na classificação UCI 2002 e conseguisse por tanto a classificação automática para o Tour de France de 2003. O representante de Zülle, o ex ciclista Tony Rominger, já tinha tentado fixar por outra equipa, sem sucesso. Finalmente produziu-se um acordo e o suíço renovou com o Coast. Pouco depois o classicómano Lars Michaelsen, enfrentado à direcção pelas mensualidades não cobradas, alinhou pelo CSC.
Em março de 2003, com as discrepâncias sobre as mensualidades adiadas de 2002 e a suspensão da equipa que lhe impediu correr a Paris-Nice como pano de fundo, Rominger declarou que Zülle estava a desejar deixar o Coast e alinhar pela Phonak. O Coast mostrou seu enfado com Zülle, ao considerar que eles tinham apoiado ao suíço depois de sua má temporada em 2001 e que o helvético não estava a actuar com essa lealdade agora que o que estava em dificuldades era a equipa.
Um dia depois, a 27 de março, chegou-se a um acordo para rescindir seu contrato com o Coast, do que Zülle disse que "não queria correr para eles nunca mais", fichando imediatamente pelo Phonak, que não tinha assegurada sua praça no Tour. O Coast, pela sua vez, conseguia poupar-se o salário do helvético e acercava-se à possibilidade de depositar o aval bancário exigido pela UCI para registar oficialmente o contrato de Ullrich. No mesmo dia da marcha de Zülle deixou também a equipa Luis Pérez, quem pouco depois alinhou pelo Cofidis. A propósito dessas duas baixas, o director Wolfram Lindner assegurou que "os melhores corredores são os corredores contentes", em referência às más relações dos últimos tempos entre a estrutura germana (já de volta à competição) e suas já ex ciclistas.
Ángel Casero, que seguia no Coast, admitiu a Marca a influência negativa que todos esses problemas estavam a ter na moral do modelo e destacou a importância de se manter preparados mentalmente para encarar futuros objectivos como o Tour, ao mesmo tempo em que reconhecia ter recebido da equipa um correio electrónico advertindo a todos os integrantes que não fizessem declarações negativas so pena de ser suspensos de salário durante um mês. O dinamarquês Bekim Christensen corroboró numa entrevista a Ekstra Bladet a existência de dito email e falou também do pobre ambiente dentro da equipa depois da baixa do chefe de fileiras Zülle, do especial descontentamento dos ciclistas espanhóis (de quem disse que era "evidente" que não queriam fazer sua parte do trabalho "nunca mais") e da possibilidade de que a equipa desaparecesse depois do Tour em caso de não se somar um copatrocinador.

##### Contrato não registado de Ullrich e incerteza
Apesar de que Jan Ullrich estava oficialmente comprometido com a equipa, sua situação contratual com o Coast não estava clara, como o contrato de Ullrich, que não podia competir até 23 de março por estar ainda cumprindo sua suspensão por ter tomado anfetaminas a finais 2002, não tinha sido ainda registado ante a UCI. Quando a equipa se viu envolvido em dificuldades económicas, o representante de Ullrich saiu ao passo dos rumores que apontavam a sua possível marcha da equipa, culpando à UCI de "falar demasiado", enquanto o director Wolfram Lindner assegurou que o registo era um simples formalismo que seria resolvido em poucos dias.
No entanto, depois de confirmar-se a 6 de março a suspensão da equipa por parte da UCI, o mentor de Ullrich Rudy Pevenage declarou a Reuters que em caso de não se solucionar cedo a nova situação o corredor procuraria outra equipa e confirmou que conquanto ele tinha recebido parte de seu salário, nem Ullrich nem seu colega de treinamentos Tobias Steinhauser tinham cobrado.
A situação de Ullrich acordou a atenção de várias equipas interessadas em ficharle, como Quick Step ou CSC. No entanto, Pevenage declarou então que dariam duas semanas de prazo a Coast antes de tomar uma decisão, e um dia depois, a 19 de março, a UCI levantou a suspensão da equipa.
Com ambas suspensões (a da equipa e a de Ullrich) já vencidas, o corredor alemão seguia precisando ainda para poder voltar à competição no Circuito de la Sarthe a 8 de abril que a UCI desse o visto bom a seu contrato, num processo com algumas complicações burocráticas como consequência do translado de residência de Ullrich, que se tinha mudado a Suíça. Com a marcha do descontentamento Alex Zülle a 27 de março, a equipa conseguia poupar-se o salário do helvético, acercando à possibilidade de depositar o aval bancário exigido pela UCI para registar oficialmente o contrato de Ullrich.
No final de mês Ullrich recebeu o visto bom das autoridades suíças, e ainda que a incerteza sobre a situação económica do Coast e sua capacidade apresentar o aval bancário exigido fazia que a autorização oficial da UCI fora ainda uma incógnita, o alemão se mostrou confiado e regressou à Toscana para continuar com sua posta a ponto.

##### Bianchi, copatrocinador ao resgate
a 1 de abril anunciou-se que a equipa não participaria no Giro d'Italia.
Também a princípios de abril Bianchi, provedor de bicicletas desde 2002, contribuiu à esquadra uma inyección de dinheiro para seu resgate, fazendo possível sua participação no Circuito de la Sarthe, no que supunha também o estreia de Jan Ullrich com a equipa (e a volta do alemão à competição depois de ter concluído a 23 de março sua sanção de seis meses por consumo de anfetaminas e quase 14 meses sem ter disputado uma corrida).
A 15 de abril um porta-voz anunciou a entrada de Bianchi como copatrocinador, passando a denominar-se Coast-Bianchi. Em menos de uma semana Bianchi realizou uma nova inyección de fundos que fez de novo possível que a equipa e Ullrich seguissem correndo, neste caso na o Volta a Aragão. Manolo Beltrán foi terceiro numa ronda manha dominada pelos escaladores, a 26" do ganhador Leonardo Piepoli (ibanesto.com).

##### Segunda suspensão pela UCI
A 7 de maio a equipa foi de novo suspendido pela UCI após que a equipa não tivesse pago a seus corredores em abril. Como consequência de dita suspensão a formação não pôde tomar a saída na Volta às Astúrias, uma das várias corridas preparatorias nas que tinha previsto participar com o bloco que iria ao Tour de France em julho (incluído Jan Ullrich) para afinar sua posta a ponto face à rodada francesa.
Esta nova suspensão pilló por surpresa inclusive ao director desportivo da esquadra e mentor de Ullrich Rudy Pevenage, e tanto Ullrich como Pevenage expressaram sua decepção e descontentamento com a situação, que punha em risco a participação do ciclista alemão no Tour. Pevenage revelou a abertura de negociações com várias equipas, incluído o Quick Step, ainda que as equipas mais interessadas em fichar a Ullrich pareciam Phonak e Cofidis, desde que isso não implicasse a chegada dos seus acompanhantes Pevenage e Steinhauser.

### Team Bianchi

#### Chegada de Bianchi e reconstrução

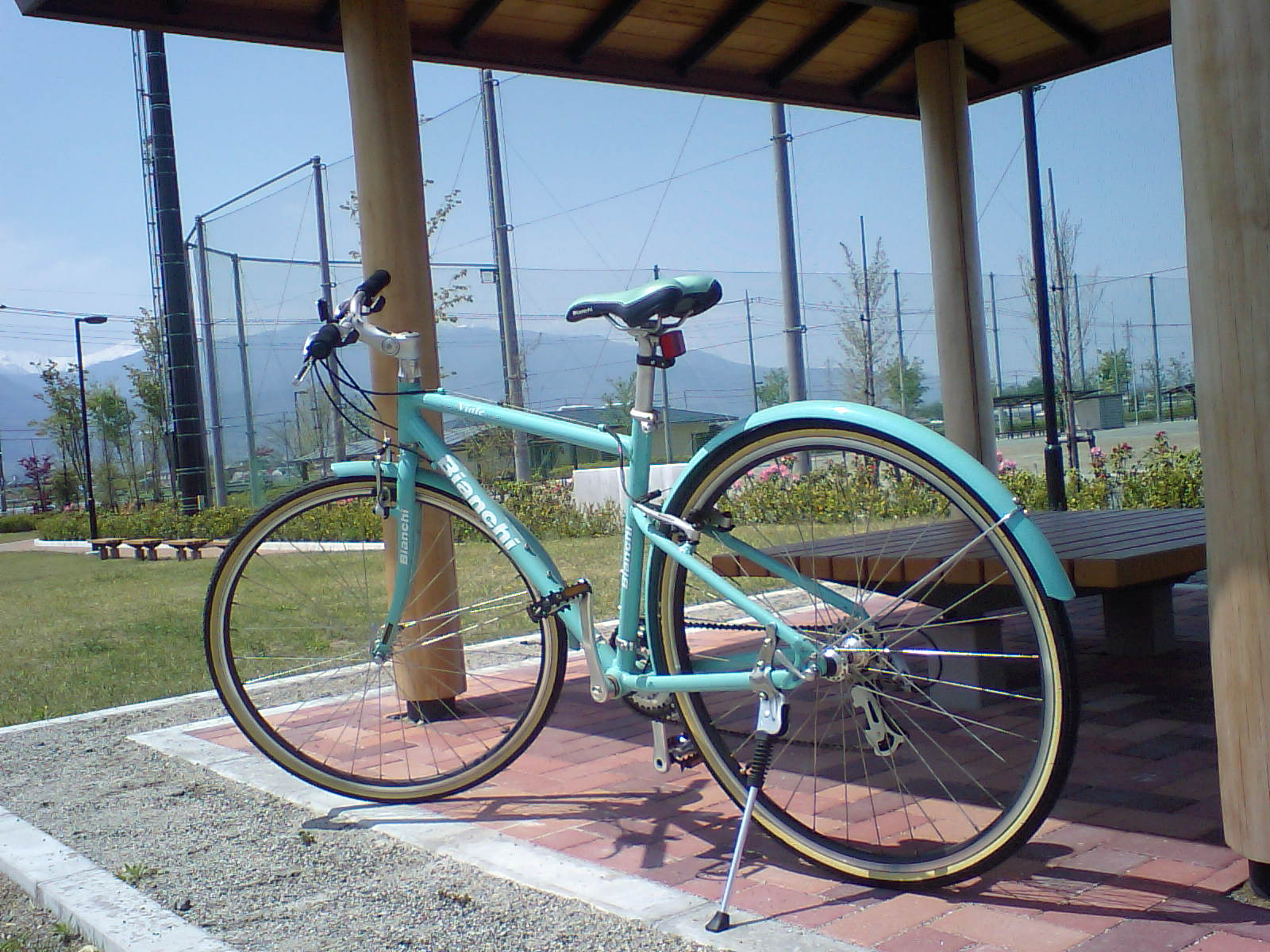
Uma bicicleta clássica de Bianchi, o histórico fabricante italiano fundado por Edoardo Bianchi

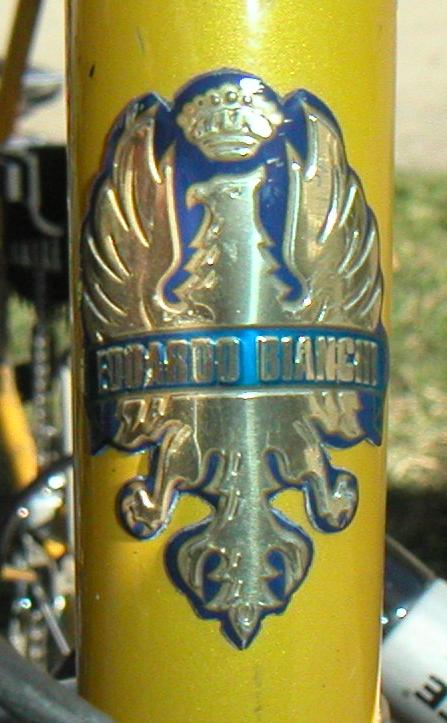
Emblema de Bianchi, com o nome de seu fundador

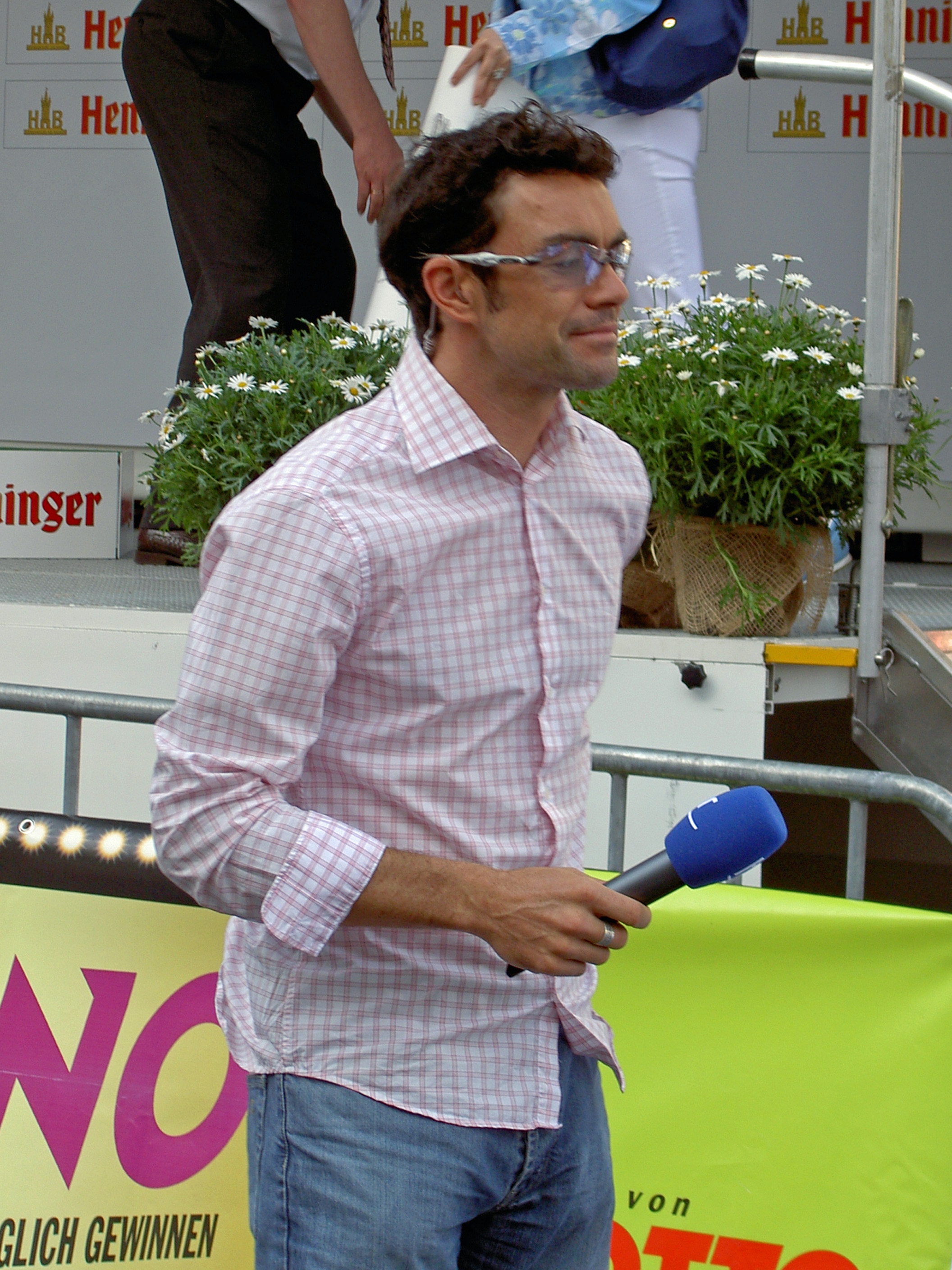
Marcel Wüst, em seu trabalho posterior como comentarista de televisão

Depois do anúncio da segunda suspensão, Stefano Viganodi, director de marketing do copatrocinador Bianchi, revelou que Tony Grimaldi (presidente de Cycleurope) e Davide Brambilla (vice-presidente de Bianchi Internacional) estavam a trabalhar para assegurar a continuidade da estrutura do Coast e assegurar a participação no Tour de Jan Ullrich. Esse anúncio não revelou se Bianchi passaria assim a ser o novo responsável máximo da equipa (substituindo a Coast, que ficaria fosse) ou se permaneceria como copatrocinador (ainda que com maior influência). O anúncio de um maior envolvimento de Bianchi esperanzó a Rudy Pevenage, quem assegurou que depois de conhecer a notícia a prioridade de Ullrich era ser parte do remozado projecto de Bianchi. O próprio Pevenage implicou-se nas negociações com Bianchi e na busca de possíveis patrocinadores em Alemanha que assegurassem a viabilidade económica exigida pela UCI. Günther Dahms, dono de Coast e considerado como o problema principal segundo o meio de Ullrich, mostrou sua surpresa e reticencia ante o devir dos acontecimentos.
Hein Verbruggen, presidente da UCI, declarou que aqueles ciclistas que não tivessem cobrado de Dahms e o Coast o dinheiro que se lhes adeudaba eram livres para mudar de esquadra a partir desse momento, lhes assegurando assim mesmo que chegado o caso executariam os avais bancários de Coast (equivalentes a três mensualidades) para que ditos corredores pudessem cobrar. A situação foi aproveitada por Niki Aebersold para fichar pelo Phonak liderado por Alex Zülle (que não tinha sido convidado pelo Tour), e por Manolo Beltrán para assinar com o US Postal (com a missão de ser gregario de Lance Armstrong nas etapas de montanha do Tour).
A equipa não figurou na lista de 21 equipas participantes para o Tour de France anunciada pela organização, ainda que os organizadores deixaram aberta a possibilidade de repescar a.C.ast de Ullrich em caso que aclarasse sua situação para formar um pelotão de 22 equipas.
A UCI, pela sua vez, confirmou a existência de intensas conversas com Bianchi (que tinha mostrado um compromisso em longo prazo) para a formalización do projecto herdeiro do Coast, sendo sua empresa auditora Ernst & Young a que estava a analisar toda a documentação definitiva apresentada para dar o visto bom à operação.
Finalmente a 23 de maio a UCI fez oficial mediante um comunicado a aprovação do Team Bianchi, que ficaria com a praça de Top 10 de Primeira Divisão até então em posse do Coast (que lhe garantia sua presença no Tour automaticamente). Em dito comunicado especificava-se que todos aqueles membros do extinto Coast (ciclistas, directores e auxiliares) que assim o desejassem passavam a fazer parte do novo conjunto, que contava com as garantias económicas exigidas.
Lothar Venn, administrador da companhia Rad Sport Marketing encarregada de gerir a bancarrota do Coast, revelou que Günter Dahms não poria "paus em roda" ao novo projecto nem impedimentos para que seus até então empregados completassem o trasvase de efectivos. 19 dos 22 ciclistas do desaparecido Coast assinaram pelo Bianchi, além de técnicos e auxiliares. No entanto, o até então director desportivo Marcel Wüst não alinhou pelo Bianchi ao não estar de acordo com sua política orçamental, que incluía segundo ele drásticos recortes no salário de vários membros do modelo que faziam inclusive difícil que um dos líderes espanhóis da equipa pudesse "chegar a encher sua geladeira uma vez ao mês".

#### Apresentação e posta a ponto para o Tour
Depois de ter sido recusados pelos organizadores do Tour do Luxemburgo, o estreia do Bianchi produziu-se no TEAG Hainleite de Erfurt, na que Ullrich foi decimosexto pese a ter tido problemas digestivos nos seis dias prévios.

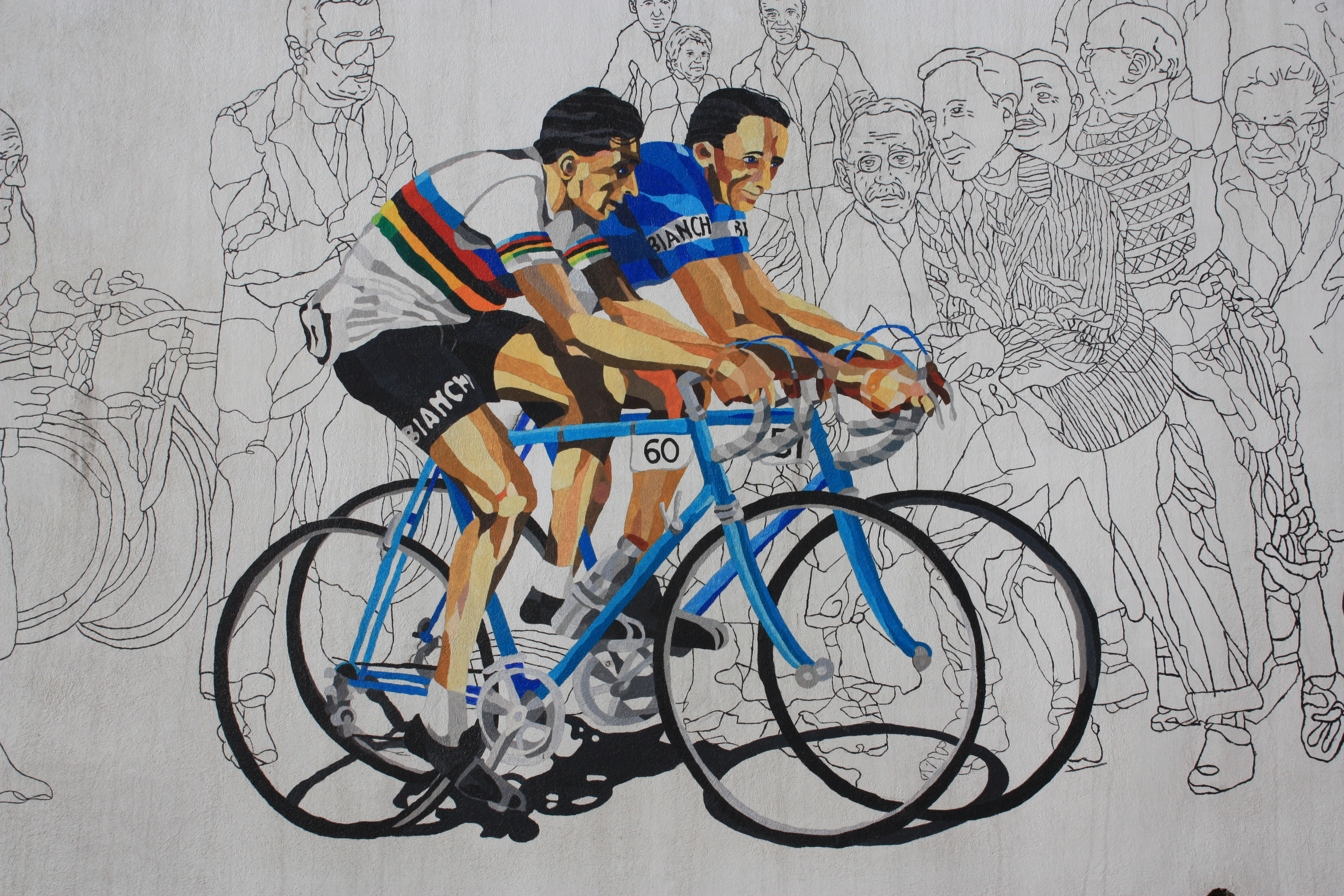
Mural em honra a Il Campionissimo Fausto Coppi, referente da marca Bianchi pela sua mítica associação

A apresentação oficial da formação realizou-se a 2 de junho, um dia antes de tomar a saída na Volta à Alemanha. A equipação do Bianchi consistia num maillot de cor celeste (conhecido como celeste Bianchi pela sua histórica associação com a marca) com uma faixa horizontal branca onde se podia ler Bianchi com letras negras, enquanto o culote era de cor negra com faixas celeste nos laterais, no que foi baptizado como um conjunto de aspecto retro. O desenho baseava-se no utilizado em seu tempo por Fausto Coppi, Il Campionissimo.
Ullrich terminou quinto na Volta à Alemanha depois de ser segundo na contrarrelógio, enquanto ia apanhando forma a equipa que acompanhar-le-ia no Tour. Posteriormente correu a Volta à Suíça para afinar sua posta a ponto, onde coincidiu com rivais como Alexandr Vinokourov, mas não com Lance Armstrong, quem preferiu se preparar para o Tour na outra rodada de junho utilizada para esse fim, a Dauphiné Libéré, que ganhou ante um impetuoso e em grande forma Iban Mayo.

#### Ullrich, segundo no Tour

##### Objectivos e rivais

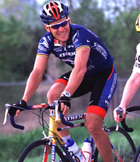
Lance Armstrong (US Postal), principal candidato a ganhar o maillot amarelo.

A equipa apresentou-se no Tour de France do centenário com um claro chefe de filas, um Jan Ullrich que voltava à Grande Boucle depois de um ano de ausência marcado pelos problemas (duas operações, positivo e seis meses de suspensão por consumo de anfetaminas, baixa de sua até então equipa Telekom e uma primavera turbulenta pelos problemas do Coast e seu refundación em Bianchi), e ainda que esperanzado pela sua volta, o próprio Ullrich tinha declarado que não previa estar em plena forma para ganhar o maillot amarelo até 2004 e que de facto na temporada em curso se propunha disputar a Volta a Espanha em setembro.
Entre os favoritos para o triunfo final destacava o ganhador das quatro últimas edições Lance Armstrong (US Postal), ao assalto de um quinto Tour para igular aos míticos Anquetil, Merckx, Hinault e Induráin, bem como uma amalgama de aspirantes completada por Joseba Beloki (ONZE-Eroski), Alexandr Vinokourov (Telekom), Tyler Hamilton (CSC), Iban Mayo (Euskaltel-Euskadi) ou Ivan Basso (Fassa Bortolo), além do próprio Ullrich.

##### Desenvolvimento daGrande Boucle
No prólogo de mal 6,5 quilómetros disputado em Paris foi sexto, a tão só dois segundos do primeiro maillot amarelo Bradley McGee e o melhor dos teóricos favoritos ao triunfo final, ainda que as diferenças foram mínimas. Na seguinte etapa importante, a longa contrarrelógio por equipas da 4.ª etapa, o Bianchi realizou um bom papel sendo terceiro (a 43"), tão só superado pelo US Postal de Armstrong e a ONZE de Beloki (a 30"), e por adiante do exequipo de Ullrich liderado por Vinokourov, o Telekom. No entanto, depois da CRE Ullrich teve alguns problemas de saúde, ao ter uma forte dor de cabeça e uma febre de até 39,5 °C, que à manhã seguinte baixou a 37,9 °C e pouco antes da saída a 37,1 °C; apesar de todo Ullrich conseguiu terminar a etapa (eminentemente plana e com meta em Nevers) dentro do pelotão, ocultando seus problemas até dias depois para que seus rivais não se aproveitassem de sua debilidade. O seu mentor e assessor Rudy Pevenage achacó o problema a uma afección digestiva de carácter infeccioso; posteriormente Ullrich revelou que o problema ter-se-ia devido a uma infusão de proteínas "contaminado", sem especificar o porquê de dita circunstância.

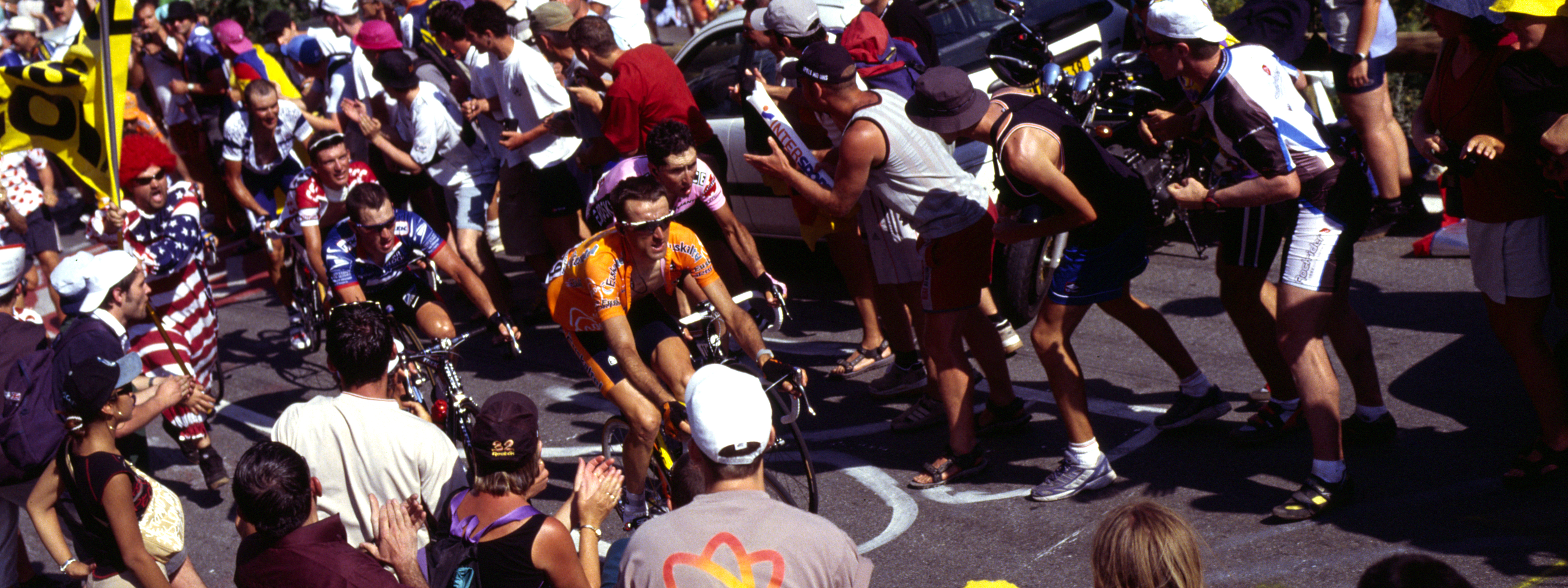
Laiseka, Basso, Hamilton, Armstrong, Zubeldia e Beloki (de izq. a dcha.) em Alpe d'Huez, no grupo de favoritos (com Maio e Vinokourov já fugados) no que não pôde estar o chefe de fileiras do Bianchi Ullrich.

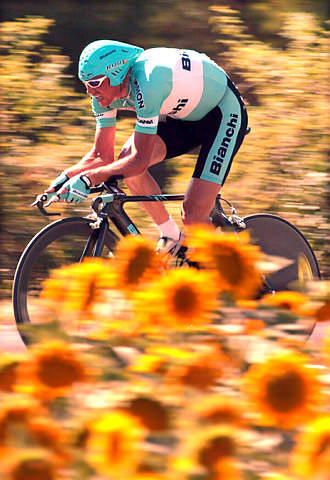
Jan Ullrich, com o maillot do Bianchi durante sua vitória na contrarrelógio da 11.ª etapa do Tour de France de 2003

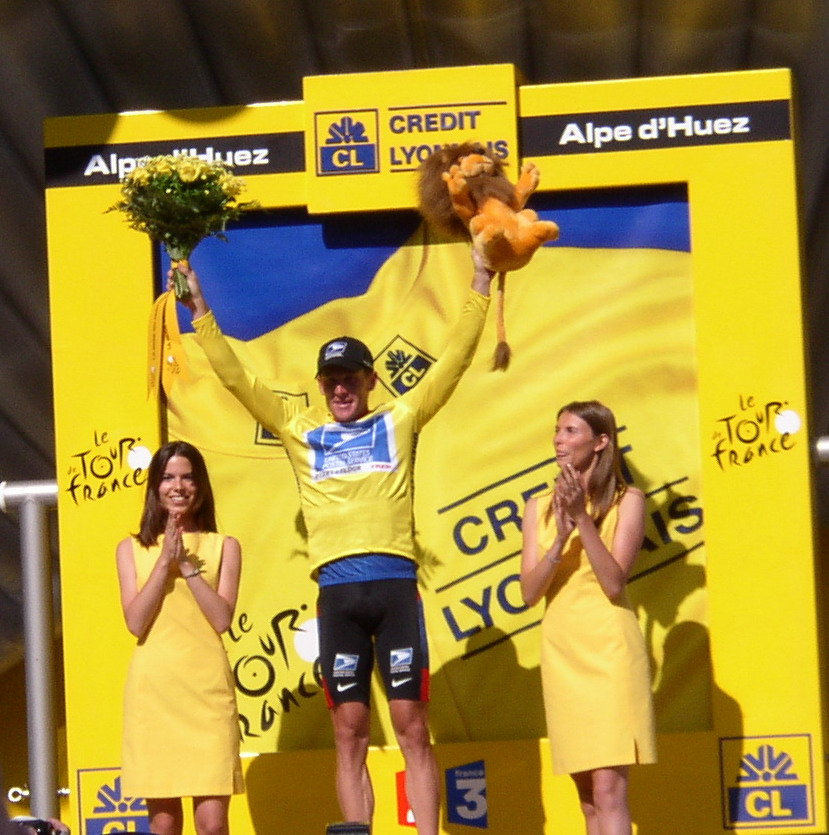
Lance Armstrong, com o maillot amarelo conseguido em Alpe d'Huez e que manteria até Paris para ganhar seu quinto Tour de France consecutivo.

Com a chegada da montanha nos Alpes, o alemão chegou na primeira jornada alpina com meta em Morzine no grupo principal, junto ao resto de favoritos. No entanto, um dia depois não pôde seguir o ritmo dos homens mais fortes da corrida no subida final ao mítico Alpe d'Huez, onde ganhou Maio por adiante de Vinokourov e um selecto grupo de favoritos no que chegaram Armstrong, Mancebo, Zubeldia, Beloki, Hamilton, Basso e Laiseka, ante quem cedeu 1'24". Ao dia seguinte sim chegou com esse grupo de favoritos à meta de Gap, onde Vinokourov se impôs em solitário picando 36", numa jornada marcada não obstante pelo abandono de Beloki depois de sofrer uma grave queda no descida do último porto, a Rochette, e que Armstrong conseguiu esquivar milagrosamente atalhando pelo prado.
Na primeira contrarrelógio individual longa dessa edição, de 47 quilómetros e com tempo soleado, Ullrich fez-se com a vitória de etapa depois de uma grande actuação, recuperando 1'36" a Armstrong (que chegou com a boca branca e seca, ainda que conseguiu manter a liderança por 34" sobre Ullrich, agora segundo na general) e mais de dois minutos ao resto, todo isso um dia antes de que começasse o segundo bloco de montanha com os Pirenéus. Na primeira jornada pirenaica, com vitória de Sastre, Ullrich endossou 5" a Armstrong e 17" a Vinokourov, enquanto na segunda, com triunfo de Simoni, foi Vinokourov quem recuperou 43" ao grupo principal no que iam tanto o estadounidense como o alemão.
A terceira pirenaica, a última de alta montanha, incluía em seu perfil as ascensiones ao Aspin, Tourmalet e Luz Ardiden (onde também estava situada a meta). Coroaram o Tourmalet Armstrong, Ullrich, Zubeldia e Maio, ainda que ao não se ter produzido ataques decisivos puderam reincorporar ao grupo outros homens importantes (Vinokourov, Hamilton e Basso) e vários gregarios. A etapa ficou marcada por uma queda na ascensão final a Luz Ardiden de Armstrong e Maio por um enganchón, ante a qual Hamilton pediu ao grupo de favoritos que esperassem a seu compatriota, do que tinha sido gregario anos atrás. Ullrich (quem posteriormente disse que esperou "porque o ciclismo é um desporto de caballeros") e o resto aceitaram e deixaram que se reintegrasse o líder Armstrong, quem paradoxalmente pouco depois atacou e se marchou em solitário até linha de meta, metendo 40" em meta ao trío formado por Ullrich e os Euskaltel Maio e Zubeldia (que não colaboraram nos relevos com Ullrich, apesar da possibilidade que tinham de meter tempo e desbancar do pódio a Vinokourov, que se tinha ficado atrás; e ademais lhe sprintaron a Jan na chegada "tirando-lhe" a bonificación). Na seguinte etapa, de Pau a Baiona, o pelotão liderado pelo US Postal consentiu uma longa fuga de Hamilton para que o estadounidense ganhasse a etapa em solitário.
Na decisiva contrarrelógio da penúltima etapa de 49 quilómetros enfrentavam-se Amstrong e Ullrich com uma margem de 65" a favor do texano. Baixo uma chuva incessante e com um manillar muito baixo, no quilómetro dois Ullrich aventajaba em seis segundos ao estadounidense (a um ritmo que de se manter a progressão converter-le-ia em ganhador), mas as diferenças foram se encurtando até igualar em tempos no quilómetro quinze; Ullrich, pressionado por seu director Pevenage, arriscou e caiu-se ao traçar uma rotunda sobre um asfalto molhado, dando ao fracasso com suas opções de arrebatar o maillot amarelo a Armstrong. Desta forma, o alemão teve que conformar com o segundo posto no geral final, acompanhando no pódio dos Campos Elíseos de Paris ao ganhador Armstrong junto ao terceiro classificado Vinokourov. Em suas seis participações Ullrich tinha conseguido um triunfo e cinco segundos postos, três com Armstrong primeiro, sendo esta a ocasião em que menor tinha sido seu atraso com respeito ao americano: 1'01", após que Armstrong protagonizasse o episódio da última etapa ao ceder 15".

##### Valoração e mudanças no calendário
Jan Ullrich mostrou sua satisfação pelo segundo posto conseguido no Tour de France, algo segundo ele impensável tão só dois meses antes depois dos múltiplos problemas aos que se tinham enfrentado tanto ele como sua equipa, e que tinham feito que chegassem com verdadeiro estrés ao início da rodada francesa em comparação com o resto de participantes. O alemão reconheceu que no dia da decisiva contrarrelógio da penúltima etapa, quando olhou pela janela e viu que estava a chover, sabia que arrebatar o maillot amarelo da Grande Boucle a Lance Armstrong era quase impossível, ainda que se via capacitado para ganhar a crono e lutar pela geral. Nesse sentido, o alemão achacó sua queda a uma combinação de chuva, azeite e areia em dita zona do traçado e reconheceu que apesar de estar contente com o resultado final, o sucedido nessa contrarrelógio baixo a chuva lhe deixava com sentimentos encontrados.
Ullrich, ao invés do previsto pouco antes, declinó participar nos lucrativos critériums pós-Tour (que ofereciam até 100.000 euros por participar), priorizando os critérios desportivos à hora de seleccionar o resto de corridas nas que participaria daí a final de temporada. Assim, participou em duas provas da Copa do Mundo: a Clássica de Hamburgo, na que foi terceiro, e o Campeonato de Zurique, no que foi segundo.
Apesar de que o plano inicial era que Ullrich disputasse a Volta a Espanha e o Mundial, depois de seu segundo posto no Tour se iniciaram as dúvidas sobre se realmente participaria nelas. Depois de confirmar-se que Ullrich não participaria na Volta a Espanha, o próprio corredor deu por concluída sua temporada a 1 de setembro, anunciando sua intenção de se tomar umas férias (renunciando assim ao Mundial) para depois começar sua preparação face a seu grande objectivo, o assalto ao Tour de France de 2004. Ullrich, que tinha sido pai pouco antes do Tour, fez oficial também que contrairia casal com Gaby Weis, sua noiva desde anos atrás e mãe de sua filha Sarah Marie.

#### Final de temporada sem Ullrich

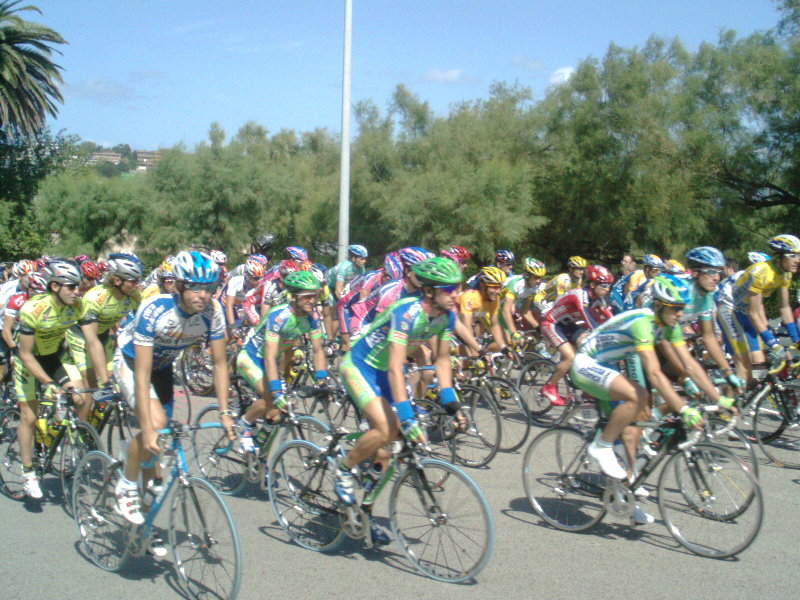
O pelotão, em Santander durante a Volta a Espanha de 2003.

Sem Jan Ullrich, o Bianchi apresentou-se na Volta a Espanha disputada em setembro com Ángel Casero como chefe de filas. O corredor valenciano, no entanto, viu lastrada sua participação por uma lesão de sua perna em forma de inflamación num tendón, perdendo mais de uma hora e meia com respeito ao líder e portador do maillot ouro nas três primeiras etapas de montanha. Finalmente Casero abandonou a corrida ao não tomar a saída na contrarrelógio de Albacete (13.ª etapa) e a equipa fechou uma mediocre participação com Félix García Casas, chegado a metade de temporada procedente do BigMat-Auber 93, como melhor classificado: 15.º, a 14'18" do ganhador Roberto Heras (US Postal).
Coincidindo com a disputa da Volta, Sven Teutenberg ganhou uma etapa do Tour de Hesse, na que à postre seria a última vitória do Bianchi. Outro ciclista pouco conhecido, o veterano contrarrelógioista Thomas Liese, foi segundo na geral do Giro do Piamonte, convertendo-se no último ciclista da equipa em subir a um pódio.

#### Desaparecimento

##### Ullrich, adeus e volta ao T-Mobile

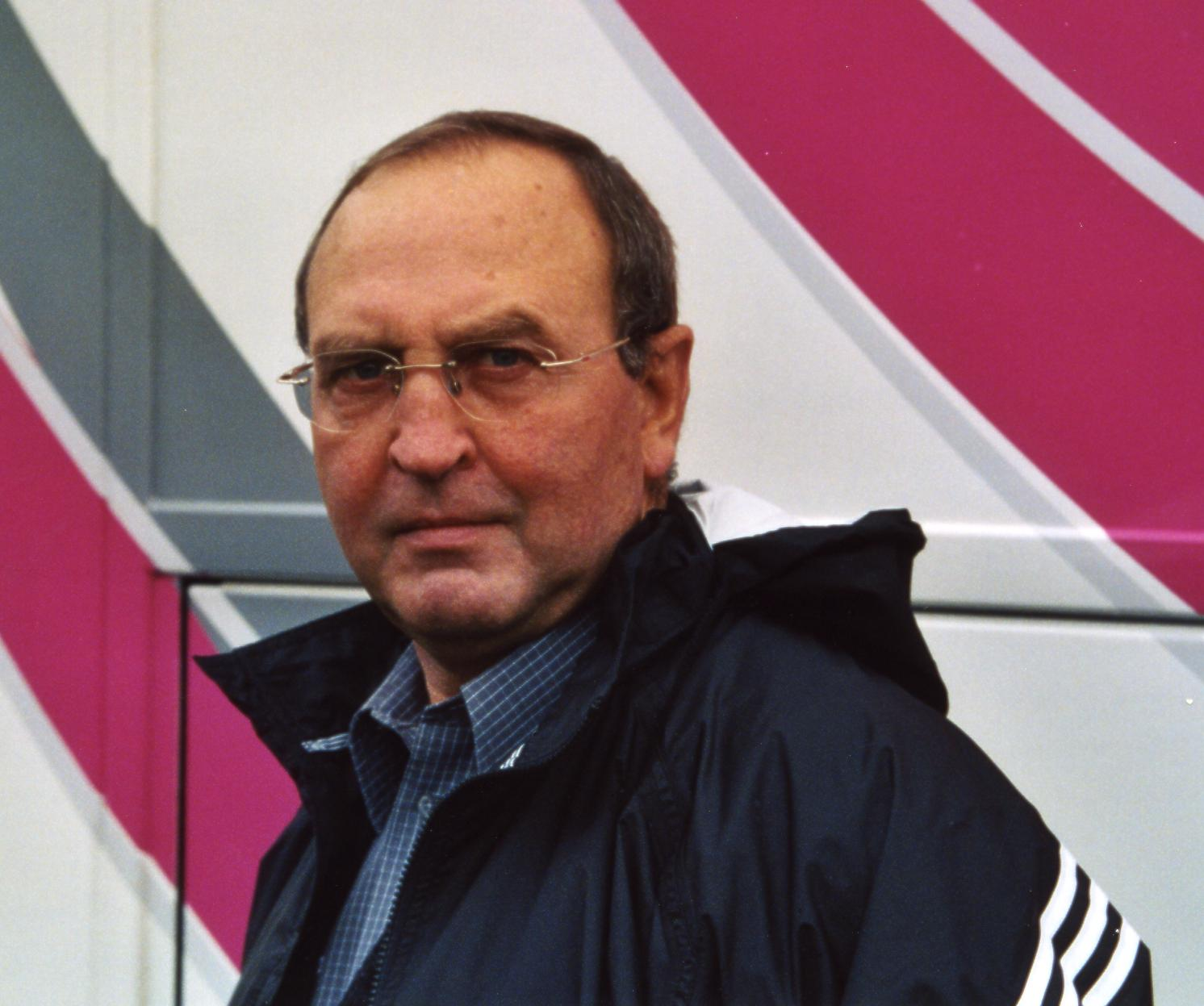
Walter Godefroot, chefe da equipa Telekom.

Depois do grande resultado cosechado pelo chefe de fileiras do Bianchi Jan Ullrich no Tour de France, sua anterior equipa, o Telekom no que tinha estreiado e desenvolvido toda a sua corrida profissional até ser despedido em 2002 por um positivo por anfetaminas, revelou seu interesse por contratar a Ullrich face à temporada de 2004. Walter Godefroot, chefe da equipa e que teve uma forte discussão com o mentor de Ullrich Rudy Pevenage quando seus caminhos se separaram, mostrou sua disposição para que dita reunião se produzisse, alimentando assim as especulações sobre se Ullrich permaneceria no Bianchi ou voltaria à potente estrutura germana, renomeada T-Mobile Team ao passar o patrocínio da casa matriz Deutsche Telekom à filial de móveis T-Mobile). A má relação entre Godefroot e Pevenage apresentava-se precisamente como um dos principais obstáculos para o acordo.
Ullrich assegurou nesse momento que seu desejo era permanecer no Bianchi, que devia não obstante ser reforçado no referente ao modelo, já que o alemão deixou claro que o factor determinante à hora de decidir com que equipa dos três interessados correria a seguinte temporada seria o nível competitivo de dita esquadra e não seu salário pessoal. O representante de Ullrich declarou que tinha potenciais patrocinadores "fazendo bicha" para incorporar ao projecto Bianchi, ante as informações que cifraban em 10 milhões de euros o orçamento total necessário para 2004 e apontavam a possíveis dificuldades para o garantir, com alguns ciclistas com mensualidades não abonadas (como em tempos do Coast) e tendo aceitado o próprio Ullrich uma redução de salário. O director geral Jacques Hanegraaf confirmou a existência de negociações com potenciais patrocinadores para a seguinte temporada de 2004 mas negou que a formação estivesse a ter dificuldades para abonar às suas ciclistas seus salários da ainda em disputa temporada de 2003.

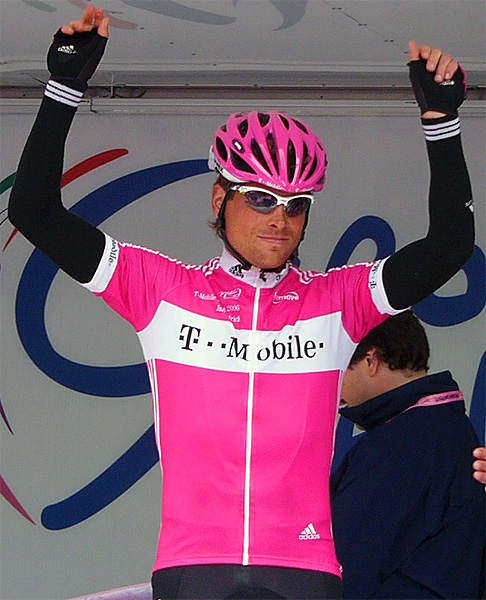
Ullrich, com o maillot do T-Mobile.

Em aras de oferecer um projecto competitivo a Ullrich, Bianchi mostrou-se interessado em contratar ao classicó mano Michele Bartoli para a seguinte temporada. Assim mesmo, considerou-se a opção de uma possível fusão com o Saeco liderado pelo escalador italiano Gilberto Simoni (contrário à operação), que finalmente não se levou a cabo. O Saeco, em solitário, só aguentaria um ano mais antes de seu desaparecimento, depois da qual a maior parte de seu modelo (incluindo às suas estrelas Simoni e Cunego) alinhou no Lampre.
a 4 de outubro Jan Ullrich e a equipa Telekom (rebaptizado T-Mobile) confirmaram oficialmente seu acordo (confirmando uma informação publicada pelo diário Bild nesse mesmo dia) para que o alemão regressasse à disciplina do conjunto magenta, onde compartilharia equipa com Alexandr Vinokourov. Três dias depois Ullrich e seus novos directores ofereceram uma roda de imprensa em Bonn, na que o já exjefe de fileiras do Coast/Bianchi valorizou seu andadura como "necessária para madurar" e assegurou que o T-Mobile lhe oferecia "a equipa mais forte do mundo". Em seu regresso à estrutura germana estaria acompanhado por seu colega Tobias Steinhauser, enquanto seu mentor Rudy Pevenage seguiria sendo seu assessor pessoal, ainda que sem um cargo como director desportivo dentro do organigrama da equipa.

##### Desaparecimento confirmado por Bianchi
Imediatamente após o anúncio oficial da marcha de Jan Ullrich ao T-Mobile para 2004, o director geral da equipa Bianchi, Jacques Hanegraaf, mostrou seu enfado por dita operação. Hanegraaf revelou também sua preocupação pelo futuro da esquadra, já que tinha sido construído ao redor de Ullrich e sua marcha deixava no ar a continuidade dos patrocinadores.
Na primeira semana de dezembro Bianchi confirmou o desaparecimento da equipa, pelo que se materializou a dissolução da esquadra posta em marcha em maio.

##### Desmembramento e principais destinos

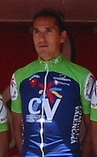
Ángel Casero, com o maillot da Comunidade Valenciana.

Ángel Casero alinhou pela estrutura Kelme dirigida por Vicente Belda, que para a temporada de 2004 seria rebaptizada como Comunidade Valenciana. Casero já tinha anunciado previamente seu desejo de fichar pela equipa de sua terra, onde compartilharia equipa com um Alejandro Valverde cujo representante Gorka Arrinda tinha criticado publicamente a possibilidade de incorporar a Casero.
O director desportivo Alain Gallopin passou ao CSC de Bjarne Riis.

### Legado

#### Bianchi, volta ao copatrocinio com Alessio
Depois do desmantelamiento de sua própria equipa, Bianchi voltou a seu anterior papel de copatrocinar a alguma equipa ciclista já existente. Mais especificamente, a marca italiana associou-se como copatrocinador do Alessio-Bianchi, ainda que nenhum ciclista do extinto equipa de Bianchi foi incorporado.

#### Julgamento de Ullrich contra Dahms por impago
Com a equipa já desaparecido, Jan Ullrich levou a julgamento a Günther Dahms, padrão do Coast, por um delito de impago. O alemão reclamava a seu antigo chefe o dinheiro correspondente aos quatro primeiros meses de 2003 (ainda como Coast), que não lhe tinha sido abonado. Na primeira vista, celebrada em câmara de direito civil de Duisburg, a justiça alemã condenou a Dahms a abonar 1,6 milhões de euros a Ullrich em conceito de honorarios atrasados e indemnização.
Dahms alegou para não lhe pagar que Ullrich teria recorrido ao dopagem durante aqueles quatro meses. Durante o julgamento, celebrado no tribunal regional de Dusseldorf, Ullrich negou ter-se dopado naqueles quatro meses, durante os quais se incluíam suas estadias com o controvertido doutor Luigi Cecchini na Toscana (de quem disse que era quem lhe preparava os treinamentos) e umas carteiras de sangue encontradas na clínica universitária de Friburgo com as datas de extracção 13/11/2002 e 2/04/2003 (das que disse não saber como tinha chegado ali esse sangue).
Ante a impossibilidade por parte de Dahms de provar suas acusações, o tribunal sentenciou a Dahms a pagar 340.000 euros mais interesses a seu excorredor Jan Ullrich.

## Corredor melhor classificado nas Grandes Voltas
| Ano  | Giro d'Italia         | Tour de France  | Volta a Espanha         |
| ---- | --------------------- | --------------- | ----------------------- |
| 2000 | -                     | -               | -                       |
| 2001 | -                     | -               | 10.º Fernando Escartín  |
| 2002 | 8.º Fernando Escartín | -               | 6.º Ángel Casero        |
| 2003 | -                     | 2.º Jan Ullrich | 15.º Félix García Casas |

## Patrocínio
O patrocinador original, Coast, era uma corrente de lojas de moda propriedade do milionário Günter Dahms.
Bianchi, pela sua vez, era um fabricante de bicicletas italiano.

## Material ciclista

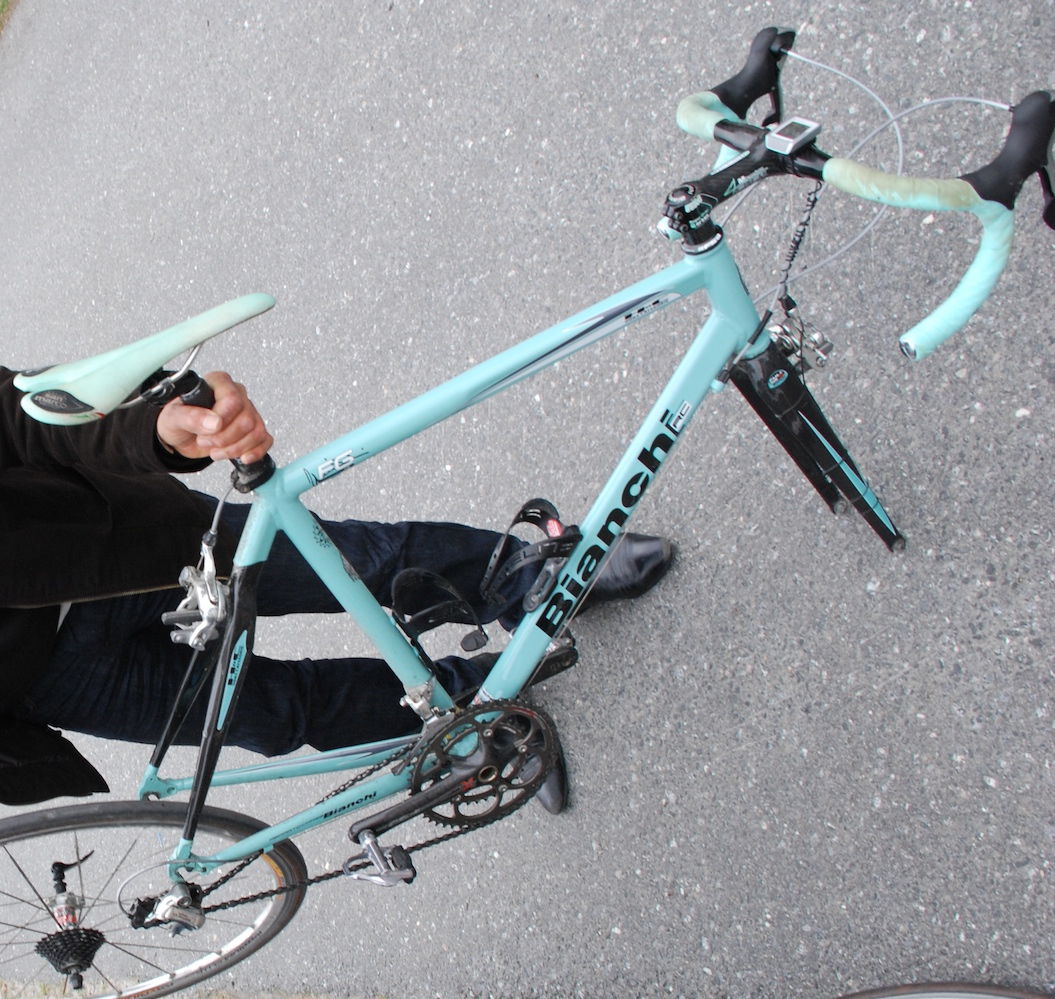
Uma bicicleta Bianchi contemporânea.

A equipa utilizou quadros de diferentes marcas durante suas quatro temporadas no pelotão:
- Soil (2000)
- Colnago (2001)
- Bianchi (2002-2003)

O equipamento ciclista de Bianchi foi criada pela companhia italiana MOA.

## Sede
A equipa tinha sua sede em Essen (Renania do Norte-Westfalia, Alemanha), ao igual que seu patrocinador principal, a empresa Coast.

## Classificações UCI
A partir de 1999 e até 2004 a UCI estabeleceu uma classificação por equipas divididas em três categorias (primeira, segunda e terceira). A classificação da equipa e do seu ciclista mais destacado foi a seguinte:
| Ano  | Categoria | Classificação por equipas | Melhor corredor na classificação individual | Posição |
| 2000 | Segunda   | 40.º                      | Jan Bratkowski                              | 236.º   |
| 2001 | Primeira  | 21.º                      | Fernando Escartín                           | 46.º    |
| 2002 | Primeira  | 5.º                       | Alex Zülle                                  | 18.º    |
| 2003 | Primeira  | 27.º                      | Jan Ullrich                                 | 15.º    |

## Palmarés destacado
Para o palmarés completo, veja-se Palmarés do Team Coast

### Grandes Voltas
- Tour de France
  - 2003: 1 etapa (Jan Ullrich)

### Outras Corridas
- Paris-Nice
  - 2001: 1 etapa (Alex Zülle)
- Volta à Suíça
  - 2002: General (Alex Zülle)
- Volta à Romandia
  - 2002: 2 etapas (Alex Zülle)
- Volta à Comunidade Valenciana
  - 2002: General (Alex Zülle)
- Volta a Colónia
  - 2003: General (Jan Ullrich)

## Principais ciclistas
- Fernando Escartín
- Aitor Garmendia
- Alex Zülle
- Manuel Beltrán
- Ángel Casero
- Fabrizio Guidi
- David Plaza
- Daniel Becke
- Jan Ullrich
- Thomas Liese
- Steffen Radochla